# Pompeo Colonna

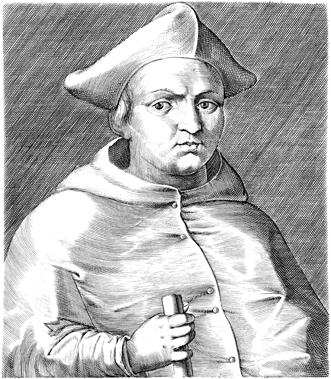
Pompeo Colonna.

Pompeo Colonna (Rome 12 mei 1479 – Napels 28 juni 1532) was een Italiaanse patriciër, kardinaal en onderkoning van Napels van 1530 tot 1532.

## Biografie
Pompeo (ook Pompeio) was een vooraanstaand lid van de Colonna familie, een van de grote Romeinse geslachten. Hij werd geboren in Rome als zoon van Girolamo Colonna en Vittoria Conti op 12 mei 1479. Hij werd opgevoed door zijn oom Prospero Colonna en op diens wens begon hij aan een kerkelijke carrière hoewel hij zelf meer geïnteresseerd was in het militaire leven.
Hij vergezelde zijn oom Prospero Colonna in een expeditie tegen de Orsini’s in 1498, en in een alliantie met de Spanjaarden bevocht hij de Fransen bij Barletta, Cerignola en Garigliano in 1503. 
Op  6 oktober 1508 werd hij aangesteld tot bisschop van Rieti en van 1507 tot 1513 was hij commanditaire abt van Subiaco en in Grottaferrata vanaf 1508 en van Frascati eveneens in 1508.
Hij trad af als bisschop van Rieti op 20 maart 1514 ten voordele van zijn neef Scipione Colonna maar hij behield zich het recht voor om later terug te keren. In 1512 nam hij deel aan het Lateraanse Concilie.
In 1512 stookte hij de bevolking van Rome op om in opstand te komen tegen het pauselijk gezag; hij dacht namelijk dat paus Julius II gestorven was. Hij werd schuldig bevonden aan verraad en uit al zijn functies ontzet, maar hij werd gerehabiliteerd door paus Leo X, de opvolger van Julius II. Leo X benoemde hem tot kardinaal in het consistorie van 1 juli 1517, maar hij was vooral bezig met de jacht, het organiseren van banketten en ontmoetingen met de populaire kunstenaars.
Hij werd nog benoemd tot administrateur van de bisschopszetel van Terni, Potenza en Catania en tot pauselijk legaat naar Hongarije en Polen.
In 1526 viel Marcello Colonna met 3000 soldaten en 800 infanteristen het Vaticaan aan en plunderde het Vaticaans paleis. Paus Clemens VII beschuldigde de Colonna’s van majesteitsschennis en rebellie en brandmerkte ze als vijanden van de Apostolische stoel. De paus excommuniceerde Pompeo Colonna en nam hem de kardinaalshoed af op 21 november 1526. In 1527, bij de plundering van Rome, viel hij samen met de troepen van de keizer Rome binnen om bevriende families te beschermen. Hij bood onder meer onderdak aan de toekomstige paus Julius III.
Het is niet zeker geweten of Pompeo Colonna terug tot kardinaal benoemd werd maar hij bekleedde nog verscheidene kerkelijke functies in de daaropvolgende jaren. Op 14 december 1530 benoemde keizer Karel V hem tot vicekoning van Napels tot aan zijn dood. Hij overleed daar en werd begraven in de sacristie van het klooster van Monteoliveto.